# 弹涂尾孢虫
弹涂尾孢虫（学名：Henneguya periophthalmusi）为尾孢科尾孢虫属的动物。在中国，分布于浙江等，营寄生生活，寄生在弹涂鱼的鳃。